# Saint-Guillaume
Saint-Guillaume – miejscowość i gmina we Francji, w regionie Owernia-Rodan-Alpy, w departamencie Isère.
Według danych na rok 1990 gminę zamieszkiwało 235 osób, a gęstość zaludnienia wynosiła 18 osób/km² (wśród 2880 gmin regionu Rodan-Alpy Saint-Guillaume plasuje się na 1393. miejscu pod względem liczby ludności, natomiast pod względem powierzchni na miejscu 903.).